# Antilly (Oise)
Antilly település Franciaországban, Oise megyében. Lakosainak száma 271 fő (2022. január 1.). Antilly Bargny, Betz, Boullarre, Cuvergnon, Étavigny és Thury-en-Valois községekkel határos.

## Népesség
A település népességének változása:
| Lakosok száma | 302  | 279  | 277  | 264  | 258  | 256  | 261  | 266  | 271  |
|               | 2013 | 2015 | 2016 | 2017 | 2018 | 2019 | 2020 | 2021 | 2022 |